# Forschungszentrum Internationale und Interdisziplinäre Theologie

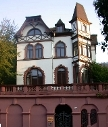
Das FIIT in Heidelberg

Das Forschungszentrum Internationale und Interdisziplinäre Theologie (FIIT; englisch: „Research Center for International and Interdisciplinary Theology“) ist ein im Jahr 2005 gegründetes Universitätsinstitut der Ruprecht-Karls-Universität Heidelberg. Am Institut beteiligen sich Universitätsprofessoren besonders aus dem Fachgebiet evangelische Theologie, aber auch aus den Bereichen Religionswissenschaft, Gerontologie, Musikwissenschaft, Jüdische Studien und klassische Archäologie.
Das Institut dient dem Zweck, die kritische Reflexion über den christlichen Glauben, seine Gegenwartsbedeutung und Geschichte zu fördern – besonders durch interdisziplinäre und internationale Kooperation. Dazu tritt das FIIT in Dialog mit außertheologischen (u. a. soziologischen, psychologischen, philosophischen, religionswissenschaftlichen, gerontologischen) Zugangsversuchen zu gelebter Religiosität.
Unter anderem veranstaltet das FIIT gemeinsam mit der John Templeton Foundation einen internationalen Wettbewerb, in dem die besten Publikationen zum Thema „God and Spirituality (as broadly understood)“ ausgezeichnet werden.

## Wissenschaftlicher Beirat
- Ulrich Fischer, Landesbischof der evangelischen Kirche in Baden (Karlsruhe)
- Johannes Graf Fugger, München, Bischof
- Wolfgang Huber, ehem. Ratsvorsitzender der EKD
- Michael Hüther, Direktor des Instituts der deutschen Wirtschaft, Köln
- Manfred Lautenschläger, Gründer der MLP AG
- John Polkinghorne, KBE, FRS (Cambridge, UK)
- Risto Saarinen, Universität Helsinki (Finnland)
- William Schweiker,  Direktor des Institute for the Advanced Study of Religion an der Divinity School der University of Chicago (USA)
- Erwin Teufel, Ministerpräsident a. D. von Baden-Württemberg
- Carver Yu (Graduate School of Theology, Hongkong, China)